# Zara (Sivas)

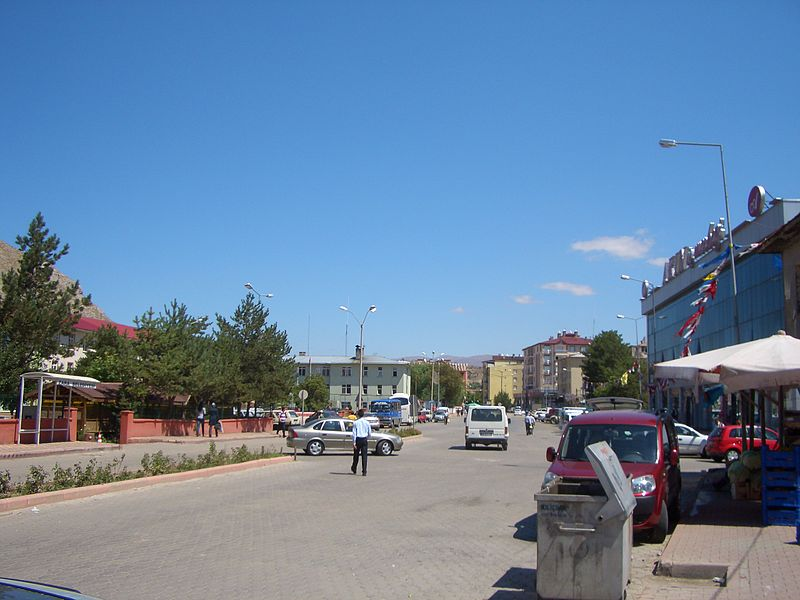
Straßenszene in Zara

Zara (ehemals Koçgiri) ist eine Stadt und Hauptort des gleichnamigen Landkreises (İlçe) in der zentralanatolischen Provinz Sivas. Zara liegt etwa 72 Straßenkilometer (Luftlinie: 65 km) ostnordöstlich der Provinzhauptstadt Sivas. Laut Stadtsiegel erhielt Zara 1871 den Status einer Gemeinde (Belediye).

## Geografie
Der Landkreis Zara liegt im Zentrum der Provinz. Als Binnenkreis hat er nur Nachbarkreise aus der Provinz: im Westen Hafik, im Nordwesten Doğanşar, im Norden Koyulhisar, im Nordosten Suşehri, im Osten İmranlı, im Südosten Divriği sowie im Südwesten Kangal und Ulaş. Der Landkreis liegt zwischen 2000 und 2500 m hoch. Die höchsten Berge hier sind der Tekeli (2621 m), der Beydağı (2792 m) und der Gürlevik Dağı (2676 m). Zara gehört zum Einzugsgebiet des Kızılırmak, der den Landkreis grob in zwei Teile teilt.
Die Fernstraße (Devlet yolu 865) D865 von Giresun an der Schwarzmeerküste kommend, endet nach 213 Kilometern hier. Zugleich kreuzt in Ost-West-Richtung die Fernstraße D200 (E 88), den Südteil der Stadt sowie den Landkreis.
Der Kreis (bzw. der Kaza als Vorgänger) bestand schon vor Gründung der Türkischen Republik 1923. Zur ersten Volkszählung (1927) verzeichnete er eine Einwohnerschaft von 47.771 (auf 3.180 km² Fläche in 257 Ortschaften). Der Verwaltungssitz Zaré hatte 4.703 Einwohner.
Der Kreis besteht neben der Kreisstadt aus 135 Dörfern (Köy) mit durchschnittlich 76 Bewohnern. Die Skala der Einwohnerzahlen reicht von 738 (Korkut) herunter bis auf 11 (zwei Dörfer). 41 Dörfer haben mehr Einwohner als der Durchschnitt, 103 weniger als 100 Einwohner. Die Bevölkerungsdichte liegt erheblich unter dem Provinzwert, der städtische Bevölkerungsanteil beträgt 53,13 Prozent.

## Persönlichkeiten
- Ender Alkan (* 1977), türkischer Fußballspieler und -trainer
- Baydar Özcan (* 1950), türkischer Schriftsteller, freier Journalist, Schauspieler, Musiker und Poet
- Dilber Doğan (* 1961), türkische Sängerin
- Ziya Erdal (* 1988), türkischer Fußballspieler
- Seval Yavuz (* 1970), türkische Sängerin und Sazspielerin